# Estat W
L'estat W és un estat quàntic entrellaçat de tres qubits que en la notació bra-ket té la forma següent
{\displaystyle |\mathrm {W} \rangle ={\frac {1}{\sqrt {3}}}(|001\rangle +|010\rangle +|100\rangle )}
i que és notable per representar un tipus específic d'entrellaçament multipartit i per donar-se en diverses aplicacions en la teoria de la informació quàntica. Les partícules preparades en aquest estat reprodueixen les propietats del teorema de Bell, que afirma que cap teoria clàssica de variables ocultes locals pot produir les prediccions de la mecànica quàntica. L'estat porta el nom de Wolfgang Dür, qui va informar per primera vegada de l'estat juntament amb Guifré Vidal i Ignacio Cirac el 2002.

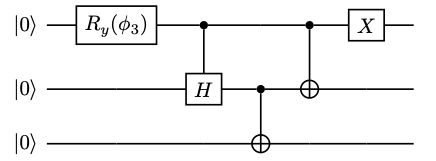
Circuit quàntic que genera un 3 qubit- estat utilitzant portes quàntiques de dos i un sol qubit, és a dir, una porta de rotació Ry, una porta Hadamard controlada, 2 portes CNOT i una porta X. L'angle de gir és.

## Propietats
L'estat W és el representant d'una de les dues classes no biseparables d'estats de tres qubits, l'altre és l'estat de Greenberger–Horne–Zeilinger, {\displaystyle |\mathrm {GHZ} \rangle =(|000\rangle +|111\rangle )/{\sqrt {2}}}, que no es poden transformar (ni tan sols probabilísticament) entre si per operacions quàntiques locals. Així {\displaystyle |\mathrm {W} \rangle } i {\displaystyle |\mathrm {GHZ} \rangle } representen dos tipus molt diferents d'entrellaçament tripartit.
Aquesta diferència s'il·lustra, per exemple, amb la següent propietat interessant de l'estat W: si es perd un dels tres qubits, l'estat del sistema de 2 qubits restant encara està enredat. Aquesta robustesa de l'entrellat de tipus W contrasta fortament amb l'estat GHZ, que és totalment separable després de la pèrdua d'un qubit.
Els estats de la classe W es poden distingir de tots els altres estats de 3 qubits mitjançant mesures d'entrellaçament multipartit. En particular, els estats W tenen un enredament diferent de zero a través de qualsevol bipartició, mentre que l'embolic 3 s'esvaeix, que també és diferent de zero per als estats de tipus GHZ.

## Generalització
La noció d'estat W s'ha generalitzat per a {\displaystyle n} qubits i després es refereix a la superposició quàntica amb coeficients d'expansió iguals de tots els estats purs possibles en què exactament un dels qubits es troba en un "estat excitat" {\displaystyle |1\rangle }, mentre que tots els altres estan en "estat fonamental" {\displaystyle |0\rangle } :
{\displaystyle |\mathrm {W} \rangle ={\frac {1}{\sqrt {n}}}(|100...0\rangle +|010...0\rangle +...+|00...01\rangle ).}
Tant la robustesa contra la pèrdua de partícules com la inequivalència de LOCC amb l'estat GHZ (generalitzat) també són vàlides per al {\displaystyle n} -Qubit estat W.

## Aplicacions
En sistemes en què un únic qubit s'emmagatzema en un conjunt de molts sistemes de dos nivells, l'"1" lògic sovint es representa per l'estat W, mentre que el "0" lògic es representa per l'estat. {\displaystyle |00...0\rangle }. Aquí, la robustesa de l'estat W davant la pèrdua de partícules és una propietat molt beneficiosa que garanteix bones propietats d'emmagatzematge d'aquestes memòries quàntiques basades en conjunts.